# ボツワナの銀行の一覧
ボツワナの銀行の一覧
- ABNアムロ銀行 (ABN AMRO)
- ABC銀行 (BancABC)
- ボローダ銀行 (Bank of Baroda)
- ガボローネ銀行 (Bank Gaborone)
- バークレイズ銀行 (Barclays Bank)
- キャピタル銀行 (Capital Bank)
- 第一国立銀行 (First National Bank)
- スタンビック銀行 (Stanbic Bank)
- スタンダード・チャータード銀行 (Standard Chartered Bank)